# Relazioni bilaterali tra Etiopia e Israele
Le relazioni bilaterali tra Etiopia e Israele consistono nei rapporti esteri tra i due paesi presi in esame; entrambi hanno ristabilito i reciproci contatti diplomatici nel 1992. L'Etiopia possiede un'ambasciata a Tel Aviv; lo stesso ambasciatore è inoltre anche accreditato presso la Santa Sede, la Grecia e Cipro.
Lo Stato d'Israele a sua volta ha un'ambasciata ad Addis Abeba e il proprio ambasciatore è anche accreditato sia in Ruanda che in Burundi; sempre Israele è stato poi uno dei più affidabili fornitori di assistenza militare per gli etiopici, a sostegno dei loro diversi governi durante la Guerra d'indipendenza dell'Eritrea. Nel 2012 infine un cittadino israeliano di origine etiopica, Belaynesh Zevadia, è stato nominato ambasciatore israeliano in Etiopia.

## Storia

### Epoca monachica
Durante l'era dell'Impero d'Etiopia i consiglieri israeliani addestrarono unità di paracadutismo e controinsurrezione appartenenti alla Quinta Divisione (chiamata anche Nebelbal, "Fiamma"). Nel dicembre del 1960 una sezione dell'esercito etiope tentò un colpo di Stato mentre Hailé Selassié si trovava in visita di stato in Brasile; a questo punto Israele intervenne, così che l'Imperatore d'Etiopia potesse comunicare direttamente con il proprio generale Abbiye. Questi e le sue truppe rimasero pertanto fedeli tanto che la ribellione venne schiacciata.
Nel corso dei primi anni 1960 Israele iniziò ad aiutare il governo dell'Etiopia nelle sue campagne contro il Fronte di Liberazione Eritreo (ELF); la ribellione fu descritta come una minaccia proveniente direttamente dal mondo arabo per l'intera regione del Corno d'Africa, un argomento che ha convinto gli israeliani a schierarsi nel conflitto a favore del governo legittimo.
Israele quindi addestrò le forze anti-insurrezioniste e il Governatore generale dell'Eritrea, Asrate Kassa, aveva al proprio fianco un esperto militare israeliano come suo consigliere personale. Un colonnello israeliano è stato poi messo a capo di una scuola militare a Decamare e dell'addestramento delle forze commando della marina etiopica .
Nel 1966 si trovavano già circa un centinaio di consiglieri militari israeliani all'interno dello Stato africano. La cooperazione etiope-israeliana ha avuto un impatto notevole sul discorso di propaganda dei movimenti ribelli eritrei, che hanno così cominciato a utilizzare sempre di più la retorica dell'antisionismo. Ciò ha anche permesso agli stessi di mobilitare a proprio favore il sostegno materiale arabo proveniente dal mondo islamico nella sua totalità.
La percezione israeliana della guerra in Eritrea come parte del conflitto arabo-israeliano è stata poi rafforzata quando sono emersi rapporti di legami tra l'ELF e l'Organizzazione per la Liberazione della Palestina subito dopo la Guerra dei sei giorni avvenuta nel 1967. Parallelamente alla guerra in Eritrea Israele fu anche accusato di aiutare il governo etiopico a schiacciare la resistenza di Oromo.
Nel 1969 il governo di Israele aveva proposto la formazione di un'alleanza anti-panarabismo composta da Stati Uniti d'America, dallo stesso Israele, dall'Etiopia, dall'Iran ed infine anche dalla Turchia. L'Etiopia però ha respinto la proposta. Nel 1971 il capo dello staff israeliano Bar Lev intraprese una visita al paese alleato e durante il viaggio presentò diverse proposte per approfondire la cooperazione bilaterale.
Gli etiopi respinsero ancora una volta le proposte israeliane ma, tuttavia, l'Etiopia fu internazionalmente accusata di aver fatto troppe concessioni ad Israele e per aver permesso la creazione di loro proprie basi militari sulle isole etiopi affacciate nel Mar Rosso. L'Etiopia ha costantemente negato tutte queste accuse.
Israele ha quindi offerto assistenza militare in caso di un tentativo di acquisizione delle isole da parte dello Yemen, ma l'Etiopia ha rifiutato l'offerta temendo una forte reazione politica sfavorevole; eppure nonostante ciò è stata attaccata dal vertice dell'OAU del 1973 svoltosi proprio ad Addis Abeba direttamente dalla delegazione della Libia, la quale l'ha accusata di permettere l'accumulo di basi israeliane sul suo territorio. Al vertice il presidente dell'Algeria Houari Boumédiène ha chiesto all'Etiopia di rompere i suoi rapporti con Israele; in cambio si è offerto di usare la sua influenza politica per congelare il supporto arabo all'ELF.
Le accuse di possibili basi militari israeliane sulle isole della costa dell'Eritrea sono quindi riemerse subito dopo, in un vertice dei ministri degli Esteri dei paesi islamici tenutosi a Bengasi; la riunione internazionale ha condannato la cooperazione tra Etiopia ed Israele impegnandosi a sua volta a sostenere l'ELF. Il primo ministro dell'Etiopia Aklilu Habte-Wold ha iniziato a cercare un sostegno politico per rompere i rapporti con Israele poco dopo il vertice dell'OUA. A seguito di lunghe discussioni il governo ha quindi votato per tagliare i legami diplomatici; la decisione fu tuttavia censurata da un veto dell'Imperatore in persona.
All'epoca della guerra del Kippur nell'ottobre del 1973 molti stati africani interruppero le loro relazioni con Israele. Questo fatto, assieme alle minacce arabe di un possibile paralizzante embargo delle forniture di petrolio, fecero pressione sull'Imperatore per far ritirare il proprio veto, tanto che il 23 ottobre seguente l'Etiopia interruppe le sue relazioni diplomatiche con Israele. La rottura fece sì che gli Stati Uniti riducessero nel prosieguo il loro appoggio al dominio imperiale in Etiopia.

### Era Menghistu
Anche dopo che l'Etiopia interruppe gli scambi e le relazioni reciproche con lo Stato ebraico a partire dal 1973, gli aiuti e i contatti militari israeliani proseguirono a seguito della salita al potere della dittatura militare capeggiata dal Derg (il "governo provvisorio d'ispirazione comunista") e questi inclusero pezzi di ricambio e munizioni per armi oltre che forniture di servizi americani per l'aereo a reazione Northrop F-5. Israele ha inoltre continuato a mantenere un ridotto gruppo di consiglieri militari stanziati nella capitale Addis Abeba.
Nel 1978, tuttavia, quando il ministro degli Esteri israeliano Moshe Dayan ammise che il proprio paese aveva fornito assistenza alla sicurezza interna ed esterna all'Etiopia, Menghistu Hailè Mariàm finì con l'espellere tutti i cittadini israeliani ancora presenti entro i confini in modo da preservare i suoi rapporti con gli stati del mondo arabo più radicale come ad esempio la Libia di Gheddafi e la Repubblica Democratica Popolare dello Yemen. Sebbene il rapporto ufficiale emesso per l'occasione abbia affermato di aver interrotto le relazioni militari, la cooperazione in tale campo continuò in una modalità ufficiosa.
Nel 1983, ad esempio, Israele fornì il proprio aiuto all'addestramento per le comunicazioni e nell'anno immediatamente seguente i consulenti israeliani cooperarono per addestrare la guardia presidenziale ed il suo personale tecnico servì in collaborazione con la polizia. Alcuni osservatori occidentali credettero che Israele avesse compiuto tutto ciò in cambio della tacita cooperazione di Mengistu durante l'operazione Mosè avviata nel 1984, in cui 10.000 "Beta Israel" Falascia (ebrei etiopici) vennero evacuati per salvarli dalla grave crisi di siccità in corso.
Nel 1985 poi Israele avrebbe venduto ad Addis Abeba almeno 20 milioni di dollari in munizioni di fabbricazione sovietica oltre che pezzi di ricambio catturati durante la guerra civile in Libano;  secondo il Fronte di liberazione popolare dell'Eritrea (EPLF), il regime di Mengistu ricevette più di 83 milioni di dollari di aiuti militari solo nel 1987, ed Israele schierò circa 300 consiglieri militari in Etiopia. Inoltre sempre l'EPLF affermò che trentotto piloti etiopi si erano recati in Israele per completare il proprio l'addestramento.
Mentre gli alleati di Mengistu presenti nel Blocco orientale si apprestavano ad entrare in uno stato di crisi e sempre più profonda divisione, l'Etiopia cominciò a porre maggiormente l'accento sul riallacciamento delle relazioni estere e diplomatiche reciproche. Nel 1989 vennero ripristinati in modo ufficiale i rapporti bilaterali. Verso la fine di quell'anno, secondo quanto riferito, Israele avrebbe concluso un accordo segreto per fornire una maggiore assistenza militare in cambio della promessa strappata a Mengistu di consentire ai rimanenti "Beta Israel" ancora presenti in Etiopia di poter emigrare (fare Aliyah).
Inoltre le due nazioni concordarono di ripristinare definitivamente le relazioni diplomatiche e di aumentare la cooperazione in fatto d'intelligence; sembra che il dittatore etiope credesse che Israele, diversamente da quanto già fatto e sperimentato con l'Unione Sovietica, i cui consiglieri militari enfatizzavano le tattiche di guerra convenzionale, poteva invece fornire l'addestramento e il materiale necessari per trasformare l'esercito etiopico in una forza anti-insurrezione.
Nel corso del 1990 le relazioni israelo-etiopi si rafforzarono sostanzialmente; secondo The New York Times Israele rifornì di 150.000 fucili, bombe a grappolo, da dieci a venti consiglieri militari per addestrare la Guardia presidenziale di Mengistu e un numero imprecisato di istruttori per lavorare con unità di commando etiopiche. Rapporti non confermati hanno anche suggerito che Israele aveva fornito alla Ye Ithopya Ayer Hayl televisione a circuito chiuso di sorveglianza e aveva accettato di addestrare i loro piloti.